# 4743 Kikuchi
4743 Kikuchi è un asteroide della fascia principale. Scoperto nel 1988, presenta un'orbita caratterizzata da un semiasse maggiore pari a 2,2672557 UA e da un'eccentricità di 0,0993744, inclinata di 4,87177° rispetto all'eclittica.